# Plesso coroideo
Il plesso corioideo o coroideo è una struttura, presente all'interno dei ventricoli cerebrali, dove viene prodotto il liquido cefalorachidiano. Il plesso coroideo è costituito da cellule ependimali modificate.

## Etimologia
Il termine plesso coroideo deriva dalla lingua latina. La parola corion fu usata da Galeno per riferirsi alla membrana esterna che racchiudeva il feto. Il significato del termine plesso è 'pieghettato' o 'intrecciato'. Sia l'uso del termine coroide o corioide è accettato ed utilizzato nei testi anatomici.

## Struttura

### Posizione
Ci sono quattro plessi coroidei nel cervello, uno in ciascuno dei ventricoli.
Il plesso coroideo è presente in tutti i componenti del sistema ventricolare ad eccezione dell'acquedotto cerebrale, del corno frontale, del corno occipitale dei ventricoli laterali.
Il plesso coroideo si trova nella parte superiore del corno inferiore del ventricolo laterale. Segue lungo questo confine, continuandosi nella zona inferiore del corpo dei ventricoli laterali. Passa nel forame interventricolare ed è presente nella parte superiore del terzo ventricolo.
Esiste anche un plesso coroideo nel quarto ventricolo, nella sezione più vicina alla metà inferiore del cervelletto.

### Microanatomia
Il plesso coroideo è costituito da uno strato di cellule epiteliali cuboidali che circondano un nucleo di capillari e tessuto connettivo lasso.
L'epitelio del plesso coroideo è continuo con lo strato di cellule ependimali dei ventricoli, ma a differenza dell'ependima, lo strato epiteliale ha giunzioni strette tra le cellule sul lato rivolto verso il ventricolo (superficie apicale).
Queste giunzioni strette impediscono alla maggior parte delle sostanze di attraversare lo strato cellulare in direzione del liquido cerebrospinale (CSF). Quindi il plesso coroideo agisce come una barriera tra sangue e CSF (barriera emato-liquorale - BEL). Il plesso coroideo si piega in molti villi attorno a ciascun capillare, creando processi simili a "fronde" che si proiettano nei ventricoli cerebrali.
I villi, unitamente ai microvilli, aumentano notevolmente l'area superficiale del plesso coroideo. Il fluido cerebrospinale si forma quando il plasma viene filtrato dal sangue attraverso le cellule epiteliali. Le cellule epiteliali del plesso coroideo trasportano attivamente gli ioni sodio nei ventricoli e l'acqua segue sospinta dal risultante gradiente osmotico. Attraverso il plesso corioideo si svolge anche il trasporto attivo di molte sostanze, dentro e fuori dal fluido cerebrospinale.

## Funzione
Oltre alla produzione di fluido cerebrospinale, il plesso coroideo agisce come un sistema di filtrazione, rimuovendo rifiuti metabolici, sostanze estranee e neurotrasmettitori in eccesso dal liquor. In questo modo il plesso coroideo ha un ruolo molto importante nell'aiutare a mantenere il delicato ambiente extracellulare richiesto dal cervello per funzionare in modo ottimale.
La barriera sangue-fluido cerebrospinale è una coppia di barriere che separa il sangue periferico e cerebrale dal liquido cerebrospinale (CSF). Questa barriera è composta dalle cellule epiteliali del plesso coroideo, al confine tra sangue periferico-CSF, e dalla membrana aracnoidea al confine tra sangue cerebrale-CSF.
La barriera sangue-CSF ha lo stesso scopo della barriera emato-encefalica, ma facilita il trasporto di svariate sostanze nel cervello a causa delle caratteristiche strutturali distinte tra i due sistemi di barriera.

## Significato clinico
Cisti del plesso coroideo

Durante lo sviluppo embriologico, in alcuni feti si possono formare cisti del plesso coroideo. Queste cisti piene di liquido possono essere rilevate da un esame ecografico già a partire dal secondo trimestre di gravidanza. Il riscontro è relativamente comune, con una prevalenza di circa l'1%. Le cisti del plesso coroideo sono di solito un reperto isolato. Le cisti di solito scompaiono più tardi durante la gravidanza e sono generalmente innocue. Non hanno alcun effetto sul bambino e sullo sviluppo della prima infanzia.
Le cisti comportano un rischio dell'1% di aneuploidia fetale. Il rischio di aneuploidia aumenta fino al 10,5-12% se vengono rilevati altri fattori di rischio o altre anomalie ecografiche. Dimensioni, posizione, scomparsa o progressione, così come la presenza di cisti su un solo o su entrambi i lati non influenzano il rischio di aneuploidia. Il 44-50% dei casi di sindrome di Edwards (trisomia 18) presenta cisti del plesso coroideo; ciò avviene solo nel 1,4% dei casi di sindrome di Down (trisomia 21). Circa il 75% dei cariotipi anormali associati ai cisti del plesso coroideo sono soggetti trisomia 18, mentre i rimanenti sono trisomia 21.
Altro
Ci sono tre tipi di tumori del plesso coroideo, che colpiscono principalmente i bambini piccoli. Queste neoplasie maligne sono rare.

## Anatomia
È costituito da una fitta rete di vasi sanguigni localizzata all'interno di ciascun ventricolo. I vari ventricoli sono connessi tra loro tramite canalicoli, in cui il liquor scorre, uscendo quindi, a livello del quarto ventricolo, nello spazio subaracnoideo.
Il plesso coroideo è costituito da un ciuffo di vasi piali che sospingono verso l'interno l'ependima che riveste i ventricoli. L'affrontarsi dell'ependima con l'endotelio dei vasi provenienti dalla pia madre costituisce la barriera emato-liquorale (BEL).
Dal momento che il fluido cerebrospinale viene prodotto in continuazione, deve avvenire un costante assorbimento di questa sostanza (normalmente nel sistema nervoso circolano fra gli 80 e i 150 ml), che avviene a livello dei villi aracnoidei.